# El Lloret
El Lloret és una masia de Veciana (Anoia) inclosa a l'Inventari del Patrimoni Arquitectònic de Catalunya.

## Descripció

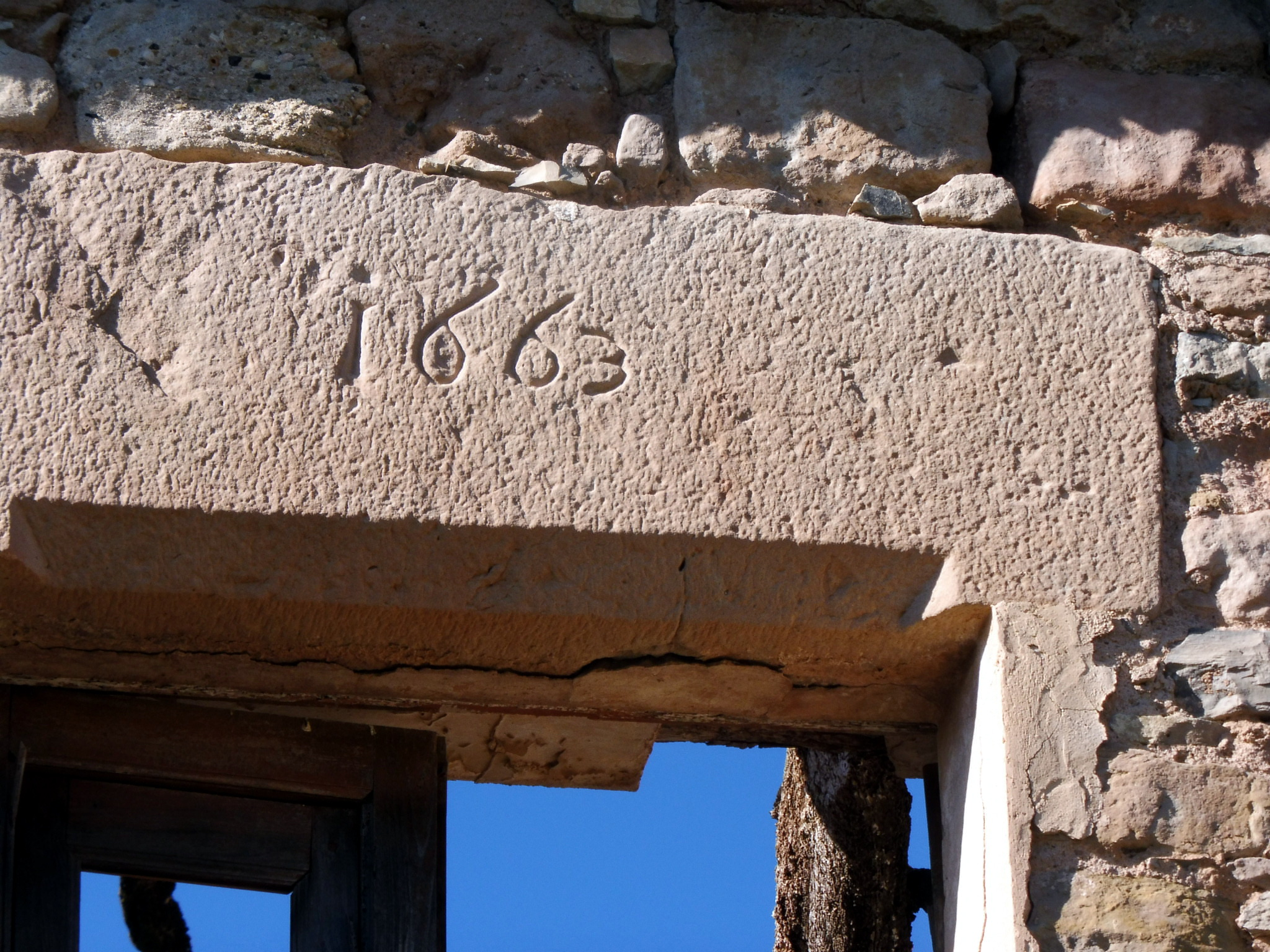
Llinda d'una finestra

És un gran Casal de planta rectangular fet tot ell en pedra de bon carreu. Conserva algunes finestres amb empit treballat i una gran porta adovellada. Té algunes edificacions annexes també en pedra i una altra de moderna.
Hi havia hagut un molí fariner relacionat amb aquesta masia.
Es pot anar a la masia per l'anomenat camí de Roda, una pista en acceptables condicions que surt del km 2,3 de la carretera BV-1005 (de Copons a Veciana)